# Filip Krajinović
Filip Krajinović (srbsky Филип Крајиновић; narozen 27. února 1992 Sombor) je srbský profesionální tenista. Ve své dosavadní kariéře nevyhrál na okruhu ATP World Tour žádný turnaj. Na challengerech ATP a okruhu ITF získal dvanáct titulů ve dvouhře a jeden ve čtyřhře.
Na žebříčku ATP byl ve dvouhře nejvýše klasifikován v dubnu 2018 na 26. místě a ve čtyřhře pak v témže měsíci na 201. místě. Od sezóny 2022 jej trénuje bývalý kanadský tenista Frank Dancevic.
V srbském daviscupovém týmu debutoval v roce 2014 utkáním 1. kolem Světové skupiny proti Švýcarsku, v němž s Nenadem Zimonjićem prohráli čtyřhru a proti Marcu Chiudinellimu vyhrál závěrečnou dvouhru. Švýcaři zvítězili 3:2 na zápasy. Ve světovém semifinále 2017 opět se Zimonjićem neuspěli v deblu a utkání proti Francii skončilo porážkou Srbů 1:3 na zápasy. Do roku 2018 v soutěži nastoupil k šesti mezistátním utkáním s bilancí 4–2 ve dvouhře a 0–3 ve čtyřhře.

## Tenisová kariéra
Na kombinovaném juniorském žebříčku ITF ve dvouhře byl nejvýše hodnocen na 6. příčce. V této věkové kategorii dosáhl na semifinálové účasti ve Wimbledonu 2008 a na US Open 2008.
Od roku 2007 trénoval ve floridské Tenisové akademii Nicka Bollettieriho. V sezóně 2009 si opakovaně zahrál singlová finále na mužských okruzích nižších úrovní – ATP Challenger Series a Futures, a učinil také debut v nejvyšší úrovni profesionálního tenisu na ATP World Tour, když prohrál v úvodním kole květnového Serbia Open 2009. Následující rok na témže turnaji Serbia Open 2010 došel do semifinále, když mimo jiné zdolal světovou dvojku a krajana Novaka Djokoviće, který ovšem utkání skrečoval.
První čtyři měsíce sezóny 2011 nehrál v důsledku zranění ramene, které utrpěl v předchozím roku. Na dvorce se vrátil v květnu, ale po odehrání čtyř turnajů, podstoupil 14. července operaci pro přetrvávající potíže ramenního kloubu.
Do premiérového finále na okruhu ATP Tour postoupil na závěrečném Mastersu sezóny 2017, pařížském Rolex Paris Masters, když postoupil do hlavní soutěže z kvalifikace. Ve dvouhře na jeho raketě postupně zůstali Japonec Júiči Sugita, desátý nasazený Sam Querrey, Francouz hrající na divokou kartu Nicolas Mahut a před čtvrtfinále odstoupila světová jednička Rafael Nadal pro kolenní zranění. Mezi poslední čtveřicí pak vyřadil americkou turnajovou devítku Johna Isnera a ve finále nestačil na šestnáctého nasazeného Jacka Socka, přestože získal ve svůj prospěch úvodní sadu. Jako 77. hráč žebříčku se stal nejníže postaveným finalistou dvouhry jakéhokoli Mastersu od Andreie Pavela a Paris Masters 2003, rovněž tak i prvním kvalifikantem ve finálovém duelu celé série od Jerzyho Janowicze a Paris Masters 2012. Bodový zisk jej v následném listopadovém vydání žebříčku ATP posunul na dosavadní kariérní maximum, když mu patřila 33. příčka, čímž se stal srbskou dvojkou za dvanáctým Novakem Djokovićem.

## Trenérské vedení
- David „Red“ Ayme a Chip Brooks (2007–2009)
- Ivica Ančić (2009–2011)
- Đorđe Najdanov (2012–2014)
- Diego Nargiso (2014–2015)
- Dušan Vemić (2015)
- Petar Popović (2017–2018)
- Thomas Johansson (2018–2019)
- Nemanja Kontić (2019–)

## Finále na okruhu ATP Tour
| Legenda                       |
| D – dvouhra; Č – čtyřhra      |
| Grand Slam (0)                |
| Turnaj mistrů (0)             |
| ATP Tour Masters 1000 (0–1 D) |
| ATP Tour 500 (0–2 D)          |
| ATP Tour 250 (0–2 D)          |

### Dvouhra: 5 (0–5)
| Stav      | č. | datum             | turnaj                                   | povrch    | soupeř ve finále    | výsledek      |
| --------- | -- | ----------------- | ---------------------------------------- | --------- | ------------------- | ------------- |
| Finalista | 1. | 5. listopadu 2017 | Paříž, Francie                           | tvrdý (h) | Jack Sock           | 7–5, 4–6, 1–6 |
| Finalista | 2. | 28. dubna 2019    | Budapešť, Maďarsko                       | antuka    | Matteo Berrettini   | 6–4, 3–6, 1–6 |
| Finalista | 3. | 20. října 2019    | Stockholm, Švédsko                       | tvrdý (h) | Denis Shapovalov    | 4–6, 4–6      |
| Finalista | 4. | 18. července 2021 | Hamburk, Německo                         | antuka    | Pablo Carreño Busta | 2–6, 4–6      |
| Finalista | 5. | 19. června 2022   | Queen's Club, Londýn, Spojené království | tráva     | Matteo Berrettini   | 5–7, 4–6      |

## Finále na challengerech ATP a okruhu Futures
| Legenda                     |
| --------------------------- |
| Challengery (10–7 D; 1–0 Č) |
| Futures (2–6 D)             |

### Dvouhra: 25 (12–13)
| Stav      | č.  | datum             | turnaj                     | povrch | soupeř ve finále      | výsledek           |
| --------- | --- | ----------------- | -------------------------- | ------ | --------------------- | ------------------ |
| Finalista | 1.  | 28. června 2009   | Chico, Spojené státy       | tvrdý  | Ryan Harrison         | 6–3, 6–4           |
| Finalista | 2.  | 5. července 2009  | Rochester, Spojené státy   | antuka | Vasilis Mazarakis     | 6–2, 6–0           |
| Finalista | 3.  | 23. srpna 2009    | San Sebastián, Španělsko   | antuka | Thiemo de Bakker      | 6–2, 6–3           |
| Finalista | 4.  | 12. června 2010   | Košice, Slovensko          | antuka | Rubén Ramírez Hidalgo | 6–3, 6–2           |
| Finalista | 5.  | 1. září 2013      | Bytom, Polsko              | antuka | Blaž Rola             | bez boje           |
| Finalista | 6.  | 29. září 2013     | Agádír, Maroko             | antuka | Lamine Ouahab         | 1–6, 6–7(2–7)      |
| Finalista | 7.  | 6. října 2013     | Taroudant, Maroko          | antuka | Lamine Ouahab         | 7–6(7–5), 4–6, 1–6 |
| Finalista | 8.  | 13. října 2013    | Budapešť, Maďarsko         | antuka | Piotr Gadomski        | 4–6, 7–6(7–4), 3–6 |
| Vítěz     | 1.  | 6. dubna 2014     | Harlingen, Spojené státy   | tvrdý  | Daniel Smethurst      | 6–2, 6–4           |
| Vítěz     | 2.  | 13. dubna 2014    | Little Rock, Spojené státy | tvrdý  | Daniel Smethurst      | 6–1, 7–6(7–1)      |
| Finalista | 9.  | 21. dubna 2014    | Sarasota, Spojené státy    | tvrdý  | Nick Kyrgios          | 6–7(8–10), 4–6     |
| Vítěz     | 3.  | 1. června 2014    | Vicenza, Itálie            | antuka | Norbert Gombos        | 6–4, 6–4           |
| Vítěz     | 4.  | 3. srpna 2014     | Cortina d'Ampezzo, Itálie  | antuka | Federico Gaio         | 2–6, 7–6(7–5), 7–5 |
| Vítěz     | 5.  | 11. července 2015 | Braunschweig, Německo      | antuka | Paul-Henri Mathieu    | 6–2, 6–4           |
| Vítěz     | 6.  | 23. srpna 2015    | Cordenons, Itálie          | antuka | Adrian Ungur          | 5–7, 6–4, 4–1skreč |
| Finalista | 10. | 4. října 2015     | Řím, Itálie                | antuka | Federico Delbonis     | 6–1, 3–6, 4–6      |
| Finalista | 11. | 7. května 2016    | Řím, Itálie                | antuka | Kyle Edmund           | 6–7(2–7), 0–6      |
| Finalista | 12. | 28. srpna 2016    | Manerbio, Itálie           | antuka | Leonardo Mayer        | 6–7(3–7), 5–7      |
| Vítěz     | 7.  | 21. května 2017   | Heilbronn, Německo         | antuka | Norbert Gombos        | 6–3, 6–2           |
| Vítěz     | 8.  | 8. července 2017  | Marburg, Německo           | antuka | Cedrik-Marcel Stebe   | 6–2, 6–3           |
| Vítěz     | 9.  | 6. srpna 2017     | Biella, Itálie             | antuka | Salvatore Caruso      | 6–3, 6–2           |
| Vítěz     | 10. | 1. října 2017     | Řím, Itálie                | antuka | Daniel Gimeno-Traver  | 6–4, 6–3           |
| Vítěz     | 11. | 7. října 2017     | Almaty, Kazachstán         | antuka | Laslo Djere           | 6–0, 6–3           |
| Finalista | 13. | duben 2019        | Sophia Antipolis, Francie  | antuka | Dustin Brown          | 3–6, 5–7           |
| Vítěz     | 12. | květen 2019       | Heilbronn, Německo (2)     | antuka | Arthur de Greef       | 6–3, 6–1           |

### Čtyřhra: 1 (1–0)
| Stav  | č. | datum          | turnaj         | povrch | spoluhráč      | soupeři ve finále                   | výsledek |
| ----- | -- | -------------- | -------------- | ------ | -------------- | ----------------------------------- | -------- |
| Vítěz | 1. | 11. dubna 2015 | Neapol, Itálie | antuka | Ilija Bozoljac | Nikoloz Basilašvili Aleksandr Buryj | 6–1, 6–2 |